# Chai Ling

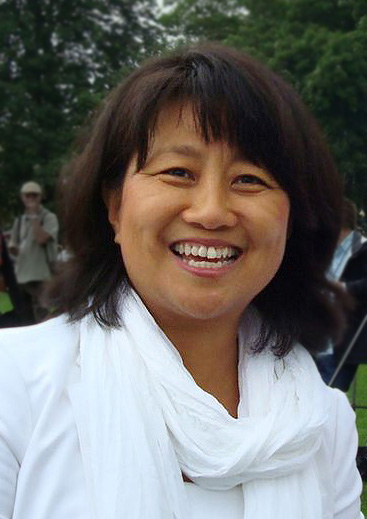
Chai Ling (2009)

Chai Ling (Chinesisch: 柴玲; Pinyin: Chái Líng, * 15. April 1966 in Rizhao, Provinz Shandong, Volksrepublik China) wurde 1989 als Studentenführerin beim Tian’anmen-Massaker bekannt.  Sie floh in die USA und gründete die Nicht-Regierungs-Organisation All Girls Allowed, die sich gegen die Ein-Kind-Politik in China einsetzt. Chai ist Gründerin und Präsidentin von Jenzabar, ein Enterprise-Resource-Planning Software-Unternehmen für Bildungseinrichtungen.

## Leben in China
Chai Ling wurde am 15. April 1966 in Rizhao in der Provinz Shandong, China, geboren. Chais Eltern waren in den 1950er Jahren Ärzte der Volksbefreiungsarmee gewesen. Chai ist die Älteste von vier Kindern. Chai begann 1983 an der Peking-Universität (umgangssprachlich Beida genannt), Psychologie zu studieren und schloss mit einem Bachelor ab. Sie organisierte Massenproteste an den Pekinger Universitäten sowie mehrere Hungerstreiks auf dem Tiananmen-Platz und stieg zur bekanntesten Anführerin der Studentenbewegung auf. Nach dem Tiananmen-Massaker vom 4. Juni 1989 stand sie auf der Liste der 21 meistgesuchten Personen der Protestbewegung. Über Hongkong konnte sie 1990 nach Paris fliehen und später in die USA reisen.
Chai studierte an der Princeton-Universität, wo sie 1993 mit einem Master in Public Affairs abschloss. Später studierte sie an der Harvard University und schloss 1998 mit einem M.B.A. ab.
Chai begegnete im Januar 1987 ihrem zukünftigen Ehemann, Feng Congde. Nach Fengs Verhaftung am 1. Januar 1987, wegen seiner Teilnahme an einer Demokratie-Demonstration, wurde sie auf ihn aufmerksam und traf ihn ein paar Tage später auf ihrem Weg in die Universitätsbibliothek. Chai und Feng heirateten im Frühjahr 1988, obwohl sie gezwungen waren ihre Identifizierung zu ändern, weil sie die Altersanforderungen, um gesetzlich heiraten zu können, nicht erreicht hatten. Nach ihrer Hochzeit wurde Chai als Studentin am Kinderpsychologie-Institut der Pekinger Universität angenommen. Sie gründete zusammen mit ihrem Ehemann eine Software-Firma. Chai und Feng distanzierten sich zunehmend im Laufe der Proteste auf dem Tiananmen-Platzes von 1989, und ihre Ehe wurde geschieden, nachdem die Bewegung endete.

## Protest und Exil
Chai Ling arbeitete als Sekretärin des Vorbereitungsausschusses der Pekinger Universität, als sie das erste Mal an den Protesten des Tiananmen-Platzes 1989 teilnahm. Chais Ehemann Feng war von der Universität zu einer Führungsposition gewählt worden. Chai erhob sich zur Studentenführerin, nachdem sie sich an dem Hungerstreik der Studenten beteiligt hatte. Chai sagte, die Idee für einen Hungerstreik kam von Zhang Boli, einem anderen Studenten an der Pekinger Universität. Sie behauptete, dass ein Mitglied des nationalen Sicherheitsdienstes ihr mitgeteilt hätte, dass ein Hungerstreik eine Reaktion von der Regierung hervorrufen würde. Am 12. Mai teilte ihr der Demonstrant Wang Dan mit, dass er sich dem Hungerstreik anschließen wolle, der damals nur aus vierzig Mitgliedern bestand. Chai stimmte zu auch mitzumachen und an diesem Abend hielt sie eine Rede vor den Demonstranten, die zur Unterstützung für die Hungerstreikbewegung führte. Dadurch erhielt Chai von den demonstrierenden Studenten Unterstützung und Befürwortung von der Autonomen Föderation der Pekinger Studenten.
Durch den Hungerstreik wuchs Chais Einfluss bei der Studentenbewegung. Am 13. Mai nahm sie an einem Studentendialog mit der Regierung teil, der von Yan Mingfu geführt wurde. Zwei Tage später wurde Chai gewählt, die Leiterin des Hungerstreik-Ausschusses zu sein, eine mehrerer Studenten-Demonstrationsorganisationen auf dem Platz des Himmlischen Friedens. Am 19. Mai kündigte Chai das Ende des Hungerstreiks an, eine Entscheidung, die von Feng Congde, Wang Wen und Gruppen wütender Demonstranten kritisiert wurde. Chai und die meisten anderen Hungerstreikführer tauchten am 21. Mai unter, was eine Reaktion auf Gerüchte war, dass an diesem Abend Regierungstruppen auf den Platz eindringen würden. Sie kehrten jedoch am nächsten Tag wieder zurück, nachdem sie erfahren hatten, dass kein Angriff in der Nacht vorgefallen war. Der Rückzug der Hungerstreikführer führte zu einem Machtvakuum, das die Autonome Union der Pekinger Studenten sowie neu gegründete Organisationen erfüllte. Am 23. Mai wählten die Studenten des Platzes, dass die Führung der Pekinger Studentenföderation einer vorübergehenden Organisation übertragen werden sollte, die Verteidigung des Tiananmen-Hauptquartiers genannt wurde. Chai wurde als ihre Leiterin ausgewählt und am darauffolgenden Tag wurde es festgelegt. Während eines Treffens am 27. Mai mit anderen Studentenführern, stimmten Chai Ling und Feng Congde für die Evakuierung des Platzes am 30. Mai. Bei der Pressekonferenz am selben Abend, änderten Chai und Feng ihre Meinung und waren stattdessen für die weitere Besetzung des Platzes. Chai behauptete, dass das Treffen Teil eines Komplotts gewesen sei, um die Studenten vom Platz zu entfernen und verteidigte ihre Meinungsänderung mit der Feststellung, dass sie unter Druck gesetzt worden sei zuzustimmen wegzugehen. Chai trat am 29. Mai als Leiterin der Organisation Verteidigung des Tiananmen-Platz-Hauptquartiers zurück, doch später nahm sie ihre Position wieder auf.
Chai Ling war während der Demonstrationen, wie viele der Studentenführer, an einigen internen Konflikten innerhalb der Studentenbewegung beteiligt. Chai war gegenüber der autonomen Union der Pekinger Studenten sehr kritisch. Während sie sich am 21. Mai versteckte, und als Reaktion auf den Verlust der Kontrolle über den Platz, kritisierte Chai die rivalisierende Führungsgruppe „mangelnde Führungsqualität“ zu haben, gegen den Hungerstreik gewesen zu sein und nichts Positives für die Studentenbewegung durchgeführt zu haben. In einem Aufsatz, der Ende Mai Reportern vorgelegt wurde, wiederholte Chai ihre Rolle als „Oberbefehlshaberin“ des Platzes und erklärte, dass sie sich weigere, Kompromisse mit der autonomen Studentenunion der Nicht-Peking-Universitäten und anderen Studentengruppen einzugehen. Chai beschuldigte in diesem Aufsatz Liu Xiaobo und andere, dass sie die Studentenbewegung als einen Weg benutzten, um „ihr eigenes Image wieder aufzubauen“. Sie kritisierte viele Teilnehmer der Bewegung mangelnden Glauben zu haben und erklärte, dass Chinas Intellektuelle und Theoretiker in ihrem Verständnis über Demokratie „weit hinterherhinken“ würden. Chai war auch hartnäckige Verfechterin der Reinheit der Studentenbewegung. Sie war dagegen, dass Personen, die keine Studenten waren, an den Demonstranten teilnahmen und sich am politischen Kampf zwischen Regierungsreformern und Hardlinern beteiligten. Im Gegensatz zu gemäßigteren Führern innerhalb der Bewegung, schien Chai Ling bereit zu sein, der Bewegung eine gewaltsame Konfrontation zuzugestehen. In einem Interview Ende Mai, soll Chai vorgeschlagen haben, dass die Mehrheit der Chinesen erst, wenn Blut vergossen werden würde, die Bedeutung der Studentenbewegung erkennen und sich vereinigen würden. Doch war sie der Meinung, dass sie diese Idee ihren Kommilitonen nicht mitteilen konnte. Chai behauptete seitdem, dass diese Bemerkungen aus dem Zusammenhang gerissen und selektiv überarbeitet wurden. Sie hat erklärt sie hätte von Li Lu gehört, dass eine gewaltsame Niederschlagung erwartet worden sei, und es nicht ihre eigene Idee gewesen sei.
Als die Regierung die Demonstrationen in der Nacht des 3. Juni gewaltsam niedergeschlagen hatte, entkamen Feng und Chai mit dem Zug aus Peking. Das Paar versteckte sich die nächsten zehn Monate, wobei ihnen ein Netzwerk von Organisationen, die Studenten-Dissidenten helfen, unterstützten. Am 8. Juni nahm Chai, während sie sich an der Wuhan-Universität versteckte, eine Rede auf in der sie erklärte, dass sie am Leben sei, und berichtete über die Ereignisse des 3. Juni. In dieser Aufzeichnung soll Chai gesagt haben, dass sie sah wie mindestens zwanzig Studenten und Arbeiter auf dem Platz massakriert wurden, doch könne sie die Schätzungen anderer Zeugen nicht bestätigen. Chai war nicht die Einzige, die ein Massaker auf dem Platz sah. Wu’er Kaixi behauptete gesehen zu haben, dass zweihundert Studenten massakriert wurden, obwohl er Stunden vor der Ankunft des Militärs den Platz verlassen hatte. Li Lu berichtete auch, dass er Zeuge war, wie Panzer über die Zelte schlafender Demonstranten fuhren und Hunderte unbewaffneter Studenten töteten. Diese Behauptungen über ein Massaker auf dem Platz wurden jedoch von den meisten Journalisten, die Zeuge der Invasion des Platzes waren, bestritten. Am 13. Juni erließ das Ministerium für öffentliche Sicherheit einen Haftbefehl, in dem die Namen von einundzwanzig Studentendemonstranten in der Reihenfolge ihrer Wichtigkeit aufgeführt waren. Chai Lings Name war auf Platz vier der Liste, hinter Wang Dan, Wu’er Kaixi und Liu Gang. Chai und Feng wurden mit einem Boot vom chinesischen Festland nach Hongkong geschmuggelt. An der Universität Hongkong wurden Feng und Chai mit einem Untergrund-Rettungsnetz in Kontakt gebracht, das ihre Flucht nach Frankreich organisierte.

## Post-Tiananmen
Während sie sich versteckte, wurde Chai Ling von zwei norwegischen Abgeordneten für den Friedensnobelpreis 1990 nominiert. Aufgrund ihrer Rolle bei den Studentendemonstrationen, erhielt Chai eine Einladung an der Princeton University zu studieren. Das China-Initiative-Programm, eine Organisation, die Bildungsstipendien für Studentenflüchtlinge bereitstellt, hatte dies möglich gemacht. Während ihres Aufenthalts in Princeton studierte Chai an der Woodrow Wilson School of Public and International Affairs Politikwissenschaft und Internationale Beziehungen.
Nach ihrem Abschluss von Princeton 1993 bekam Chai bei der Unternehmensberatung Bain & Company einen Arbeitsplatz. Während sie bei Bain & Company arbeitete, lernte Chai ihren derzeitigen Ehemann, Robert A. Maginn Jr., einer der Partner der Firma, kennen. Das Paar heiratete 2001 und lebt derzeit in den Vereinigten Staaten, und haben drei Töchter. 1998 erwarb Chai ihren Masterabschluss von Harvard und gründete Jenzabar, eine Internetfirma, die Web-Zugangsdienste für Studenten entwickelt.
Jenzabar bietet Universitäten in den Vereinigten Staaten von Amerika die Enterprise-Resource-Planning-Software an. Chai ist seit der Gründung von Jenzabar Präsidentin und seit 2001 Geschäftsführerin.
Im Jahr 2009 konvertierte Chai zum Christentum. Im Juni 2010 startete Chai Ling eine gemeinnützige Organisation namens „All Girls Allowed“ mit dem Ziel, die Menschenrechtsverletzungen im Zusammenhang mit der Ein-Kind-Politik zu stoppen.
Obwohl Chai Ling Berichten zufolge bereits seit 1991 an einer Autobiografie arbeitete, wurde ihre Autobiografie A Heart for Freedom: The Remarkable Journey of a Young Dissident, her Daring Escape, and her Quest to Free China's Daughters, erst 2011 veröffentlicht.
Chai wurde acht Mal vor den Kongress der Vereinigten Staaten berufen, um auszusagen, zuletzt am 3. Juni 2013. Ihre Aussagen betrafen vor allem Menschenrechtsfragen in der Volksrepublik China.

## Kontroversen
Filmmaterial aus einem Dokumentarfilm mit dem Titel The Gate of Heavenly Peace zeigt Teile eines Interviews zwischen Chai und dem Reporter Philip Cunningham vom 28. Mai 1989, eine Woche vor dem Vorfall auf dem Tiananmen-Platz. Im Filmmaterial soll Chai folgende Aussagen gemacht haben:
„Die ganze Zeit habe ich es für mich behalten, weil ich als Chinesin das Gefühl hatte, dass ich über die Chinesen nicht schlecht sprechen sollte. Aber manchmal kann ich nicht anders, als zu denken – und ich könnte es auch sagen –, ihr, die Chinesen, ihr seid meinen Kampf nicht wert! Ihr seid mein Opfer nicht wert!“
„Was wir eigentlich erhoffen, ist Blutvergießen, der Moment, in dem die Regierung bereit ist, das Volk schamlos niederzumetzeln. Erst wenn der Platz voller Blut ist, werden die Menschen in China ihre Augen öffnen. Nur dann werden sie wirklich vereint sein. Aber wie kann ich das meinen Kommilitonen erklären?“
„Und wirklich traurig ist, dass einige Studenten und berühmte, gut vernetzte Menschen hart daran arbeiten, der Regierung zu helfen, damit sie nicht solche Maßnahmen ergreift. Um ihrer egoistischen Interessen willen und um ihrer privaten Geschäfte willen versuchen sie, unsere Bewegung zu veranlassen, sich aufzulösen und uns aus dem Platz herauszuerhalten, bevor die Regierung so verzweifelt wird, dass sie Maßnahmen ergreift …“
Interviewer: „Bleiben Sie selbst auf dem Platz?“
Chai Ling: „Nein.“
Interviewer: „Warum?“
Chai Ling: „Weil meine Situation anders ist. Mein Name steht auf der schwarzen Liste der Regierung. Ich werde nicht von dieser Regierung zerstört werden. Ich will leben. Jedenfalls denke ich so darüber. Ich weiß nicht, ob die Leute sagen werden, dass ich egoistisch bin. Ich glaube, dass die Menschen die Arbeit, die ich begonnen habe, fortsetzen müssen. Eine Demokratiebewegung kann mit nur einer Person nicht erfolgreich sein. Ich hoffe, Sie berichten vorerst nicht das, was ich gerade gesagt habe, okay?“
Das Filmmaterial wurde von unabhängigen Medienfachleuten als echtes Material verifiziert und ist online verfügbar. Chai behauptet jedoch, dass sie falsch zitiert worden sei und dass das Filmmaterial eine „interpretierende und fehlerhafte Übersetzung“ sei. In Wirklichkeit seien die Studentenführer, einschließlich sie selbst, bis zu den allerletzten Stunden des Protestes vereint und auf dem Platz geblieben.
Chai und ihre Firma haben mehrere Gerichtsprozesse gegen die gemeinnützigen Produzenten des Films, die Long-Bow-Group, angestrengt. Eine anfängliche Klage, in der Chai behauptete verleumdet worden zu sein, wurde abgewiesen. In einer weiteren Anklage wurde behauptet, dass die Organisation das Markenzeichen Jenzabars verletzt haben soll, indem sie den Firmennamen in den Stichwort-meta-Tags und Titel-Tags, auf ihrer Website genannt haben sollen. Chais Anklagen wurden später von einigen Kommentatoren kritisiert, darunter waren Kolumnisten für den Boston Globe und den New Yorker. Letztendlich wurde jede ihrer Anklagen gegen den Film vom Berufungsgericht in Massachusetts abgewiesen. Das Kammergericht überreichte Jenzabar seine wohlverdiente Strafe, was eine seltene Entscheidung ist – einen Zuspruch für Angeklagte von mehr als 500.000 Dollar für Anwaltshonorare und andere Kosten.

## Diskriminierungsklage
Jing Zhang, eine chinesische Aktivistin, reichte gegen Jenzabar Inc., die Jenzabar-Stiftung, die Gründerin von All Girls Allowed und ihre frühere Arbeitgeberin Chai Ling eine Diskriminierungsklage ein. Zhang hatte ihre eigene gemeinnützige Organisation gegründet, die Frauenrechte in China, als sie sich mit Chai zusammenschloss, um Programme zu entwickeln, die Zwangsabtreibungen in China verhindern sollten. Dann, so behauptete sie, habe Chai sie gefeuert, weil sie nicht ausreichend religiös gewesen sei und es abgelehnt hatte, sich an dem „wöchentlichen gemeinsamen Gottesdienst“ zu beteiligen.

## Werke
- A heart for freedom : the remarkable journey of a young dissident, her daring escape, and her quest to free China's daughters. Tyndale Momentum, 2011 (Ein Herz für die Freiheit. Die Geschichte einer chinesischen Studentenführerin. Aus dem Amerikanischen von Ursula Held. Südwest-Verlag 2012, ISBN 978-3-641-08383-0).